# Can't Hold Back
Can't Hold Back é o sexto álbum do cantor de rock estadunidense Eddie Money, lançado em 1986. Chegou à vigésima posição no Billboard Top 200.
| Críticas profissionais                                                      | Críticas profissionais |
| Avaliações da crítica                                                       | Avaliações da crítica  |
| Fonte                                                                       | Avaliação              |
| --------------------------------------------------------------------------- | ---------------------- |
| Allmusic                                                                    | [ 3 ]                  |
| Esta tabela precisa de ser acompanhada por texto em prosa. Consulte o guia. |                        |

## Faixas
1. "Take Me Home Tonight" (Dueto com Ronnie Spector) - 3:32 (Leeson/Vale/Greenwich/Barry/Spector)
2. "One Love" - 4:12 (Money/Rowe/Sigerson)
3. "I Wanna Go Back" - 3:59 (Byrom/Chauncey/Walker)
4. "Endless Nights" - 3:23 (Cesario/Collyer/Mullen)
5. "One Chance" - 4:48 (Meissner/Molin)
6. "We Should Be Sleeping" - 3:59 (Burns/Lowry/Money/Thompson)
7. "Bring on the Rain" - 4:56 (Money/Ryan)
8. "I Can't Hold Back" - 3:52 (Money/Politeau/Sigerson/Zito)
9. "Stranger in a Strange Land" - 3:35 (Money/Small/Whitlock)
10. "Calm Before the Storm" - 4:32 (Money/Nelson)

## Singles
- Take Me Home Tonight (1986) 4ª posição nos Estados Unidos[4]
- I Wanna Go Back (1986) 14ª posição nos Estados Unidos[4]
- Endless Nights (1987) 21ª posição nos Estados Unidos[4]
- We Should Be Sleeping (1987) 90ª posição nos Estados Unidos[4]

## Créditos
- Eddie Money-Vocais, teclado, Sintetizador, Saxofone, Harmônica
- John Nelson, Richie Zito, Derek Ferwerda-Guitarras
- Arthur Barrow, Nathan East, Greg Lowry, Randy Jackson-Baixo
- Arthur Barrow, Gary Chang, Steve George, Eddie Ulibarri, Richie Zito-Teclado
- Michael Baird, Pat Mastelotto-bateria, Percussão
- Pat Mastelotto-Programação
- Sandy Sukhov, Ronnie Spector, Steve George, Jenny Meltzer, Richard Page, Henry Small, Becky West-Vocais
- Engenharia-Jim Dineen, Michael Frondelli, David Leonard, Michael Rosen, Tom Size, Sammy Taylor & Stan Katayama
- Mixado por Richie Zito